# Église Santa Maria del Presidio
 (juin 2024).
Si vous disposez d'ouvrages ou d'articles de référence ou si vous connaissez des sites web de qualité traitant du thème abordé ici, merci de compléter l'article en donnant les références utiles à sa vérifiabilité et en les liant à la section « Notes et références ».
L'église Santa Maria del Presidio est une église du centre historique de Naples située via Pasquale Scura dans les Quartiers Espagnols. Elle est surnommée l'église des Pénitentes.

## Histoire et description

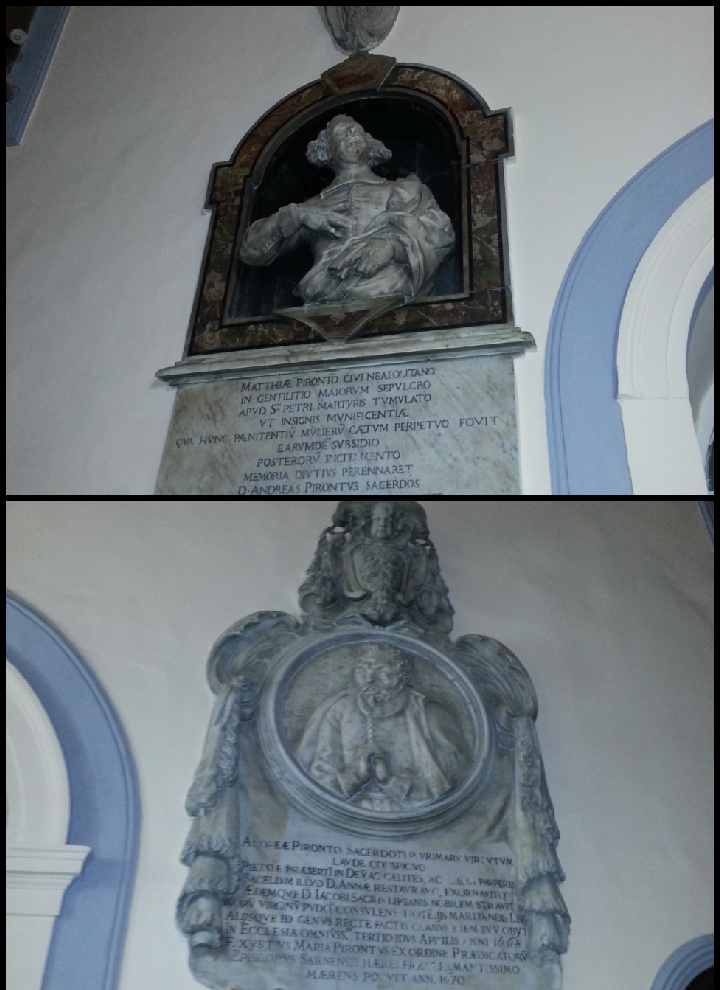
Monuments funéraires des frères Pironti.

Cette église est fondée en 1647 par le prêtre Antonio Pironti qui acquiert un bâtiment pour accueillir une quarantaine de prostituées repenties après avoir échappé aux conséquences de l'éruption du Vésuve en 1631.
L'église est refaite en 1661 grâce aux contributions des frères Antonio et Mattia Pironti, le premier étant prêtre, le second avocat et dont les tombeaux de marbre se trouvent dans l'église.
L'église est bombardée par une attaque aérienne américaine de 1943 ; très endommagée, elle a été restaurée. Elle est aujourd'hui déconsacrée et il ne reste plus de son aménagement intérieur original que les monuments funéraires des deux frères Pironti.